# Sortebrødre Kirke
De Sortebrødre Kirke is een dominicanenkerk in de Deense stad Viborg. De kerk behoorde tot een nu verdwenen dominicanenklooster en is de oudste kerk van Viborg.

## Geschiedenis
In de eerste helft van de 13e eeuw bouwden de dominicanen een klooster in Viborg. Daarbij hoorde een grote kapel die opgetrokken werd in baksteengotiek. Tijdens de Reformatie werd het dominicanenklooster samen met heel wat andere kloosters van bedelorden in Denemarken opgeheven en werd de kerk de parochiekerk voor zuidelijk Viborg. Deze kapel werd grotendeels verwoest tijdens een grote stadsbrand in 1726. Nadien werd ze heropgebouwd en grondig aangepast en vergroot. Zo werden onder meer twee zijbeuken toegevoegd.
De huidige toren dateert van 1876 en werd ontworpen door architect H.B. Storch.

## Interieur
De kerk bevat meerdere waardevolle interieurelementen.
De kerkbanken dateren van na de restauratie circa 1730 en de zijwanden bevatten mooie schilderijtjes van de Deense schilder Mogens Thrane.
Een groot kruisbeeld in de middenbeuk is laat-gotisch en stamt uit het begin van de 16e eeuw. Dit kruisbeeld is afkomstig van de verdwenen franciscanenkerk in de stad.
De preekstoel en het bovenhangende klankhemel dateren eveneens van omstreeks 1730. De monogrammen van Frederik IV van Denemarken en Christiaan VI van Denemarken zijn erin verwerkt. De drie figuurtjes bovenaan staan symbool voor de christelijke deugden hoop, geloof en liefde.
Het meest bijzondere is het 16e-eeuwse altaarstuk vooraan in de kerk, afkomstig van de zogenaamde Antwerpse School. Koning Frederik IV van Denemarken schonk het in 1728 aan de kerk. Het altaarstuk is symmetrisch gebouwd, maar de onderdelen variëren sterk in grootte en vorm. De buitenste stukken zijn schilderijen, de binnenste geschilderde eiken beeldjes die scènes uit het leven van Jezus voorstellen. Een opvallend detail is te zien in het onderdeel dat de besnijdenis van Jezus uitbeeldt: de bisschop die de besnijdenis uitvoert draagt een bril, wat uitzonderlijk was voor die tijd.
Het orgel is van 1985 en werd gebouwd door Bruno Christensen & zonen. Het nieuwe orgel is echter verborgen achter de façade van het orgel uit 1887.

## Naam
"Sortebrødre Kirke" betekent letterlijk "zwartbroederskerk". Zwartbroeders is een oude naam voor de dominicanen, die een zwart habijt droegen.

## Galerij

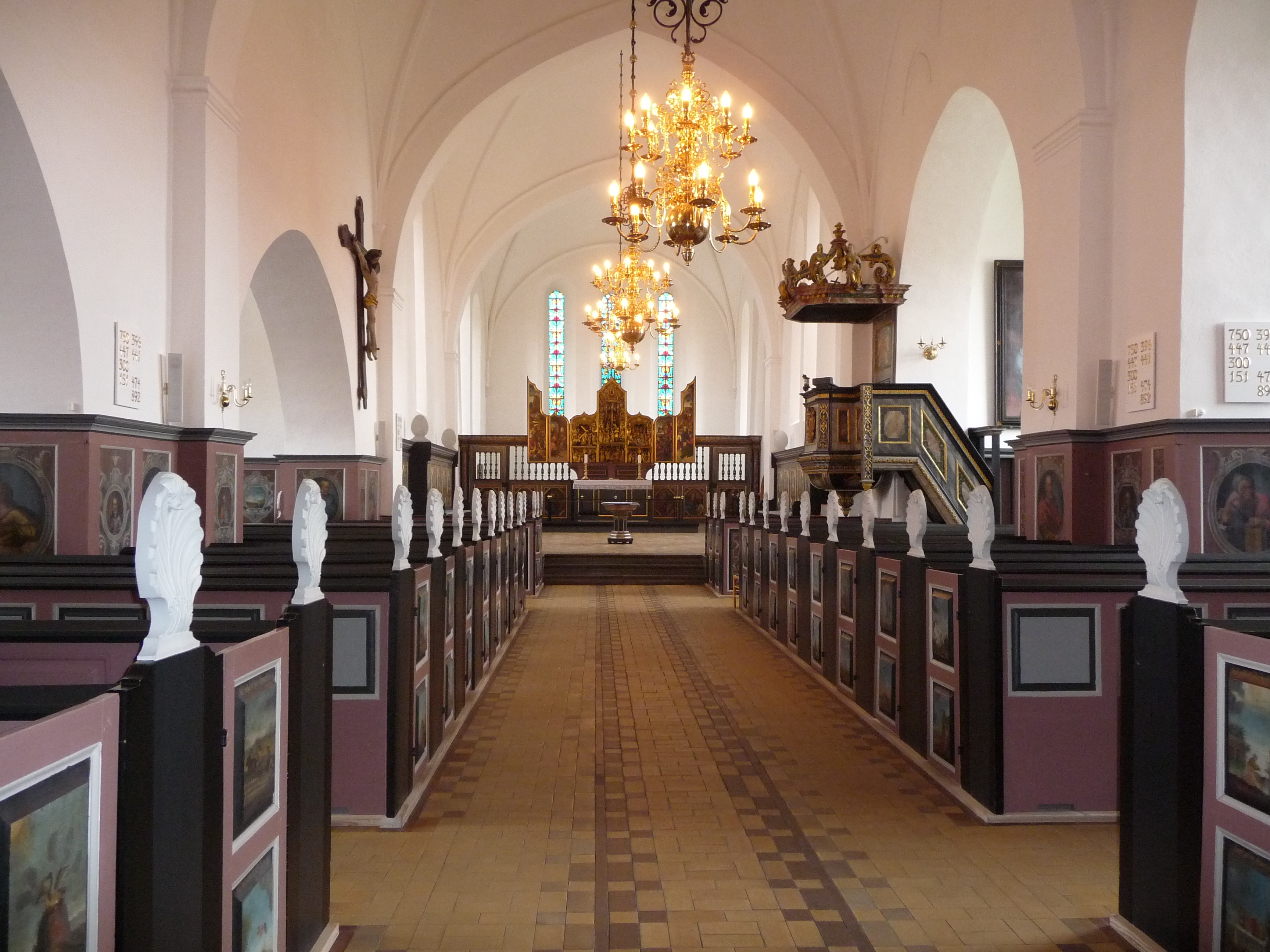
Binnenzicht van de kerk met de schilderijtjes op de kerkbanken, links het oude kruisbeeld, rechts de preekstoel en vooraan het grote altaarstuk
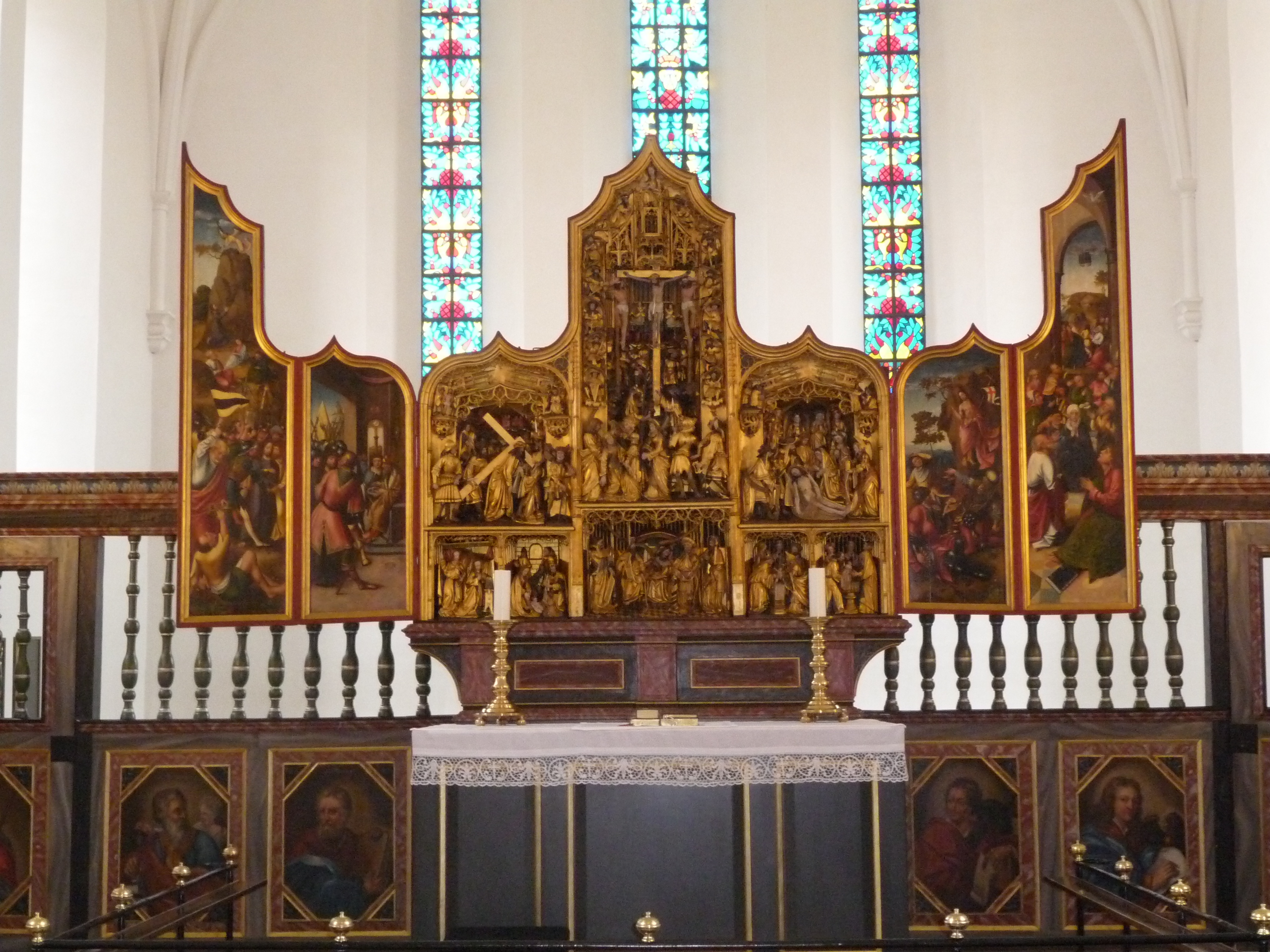
Altaarstuk
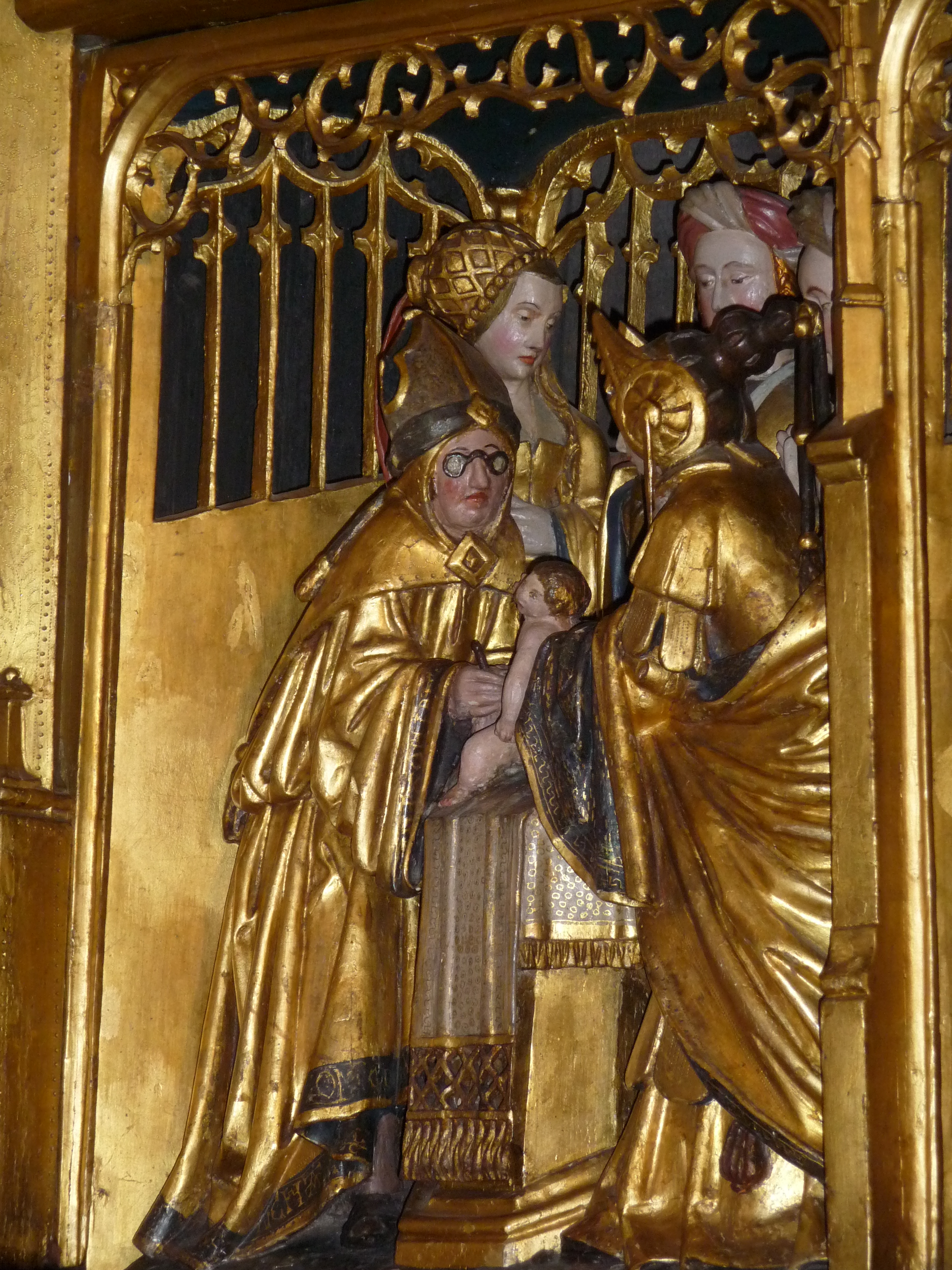
Detail van altaarstuk: bisschop met bril bij de besnijdenis van Jezus
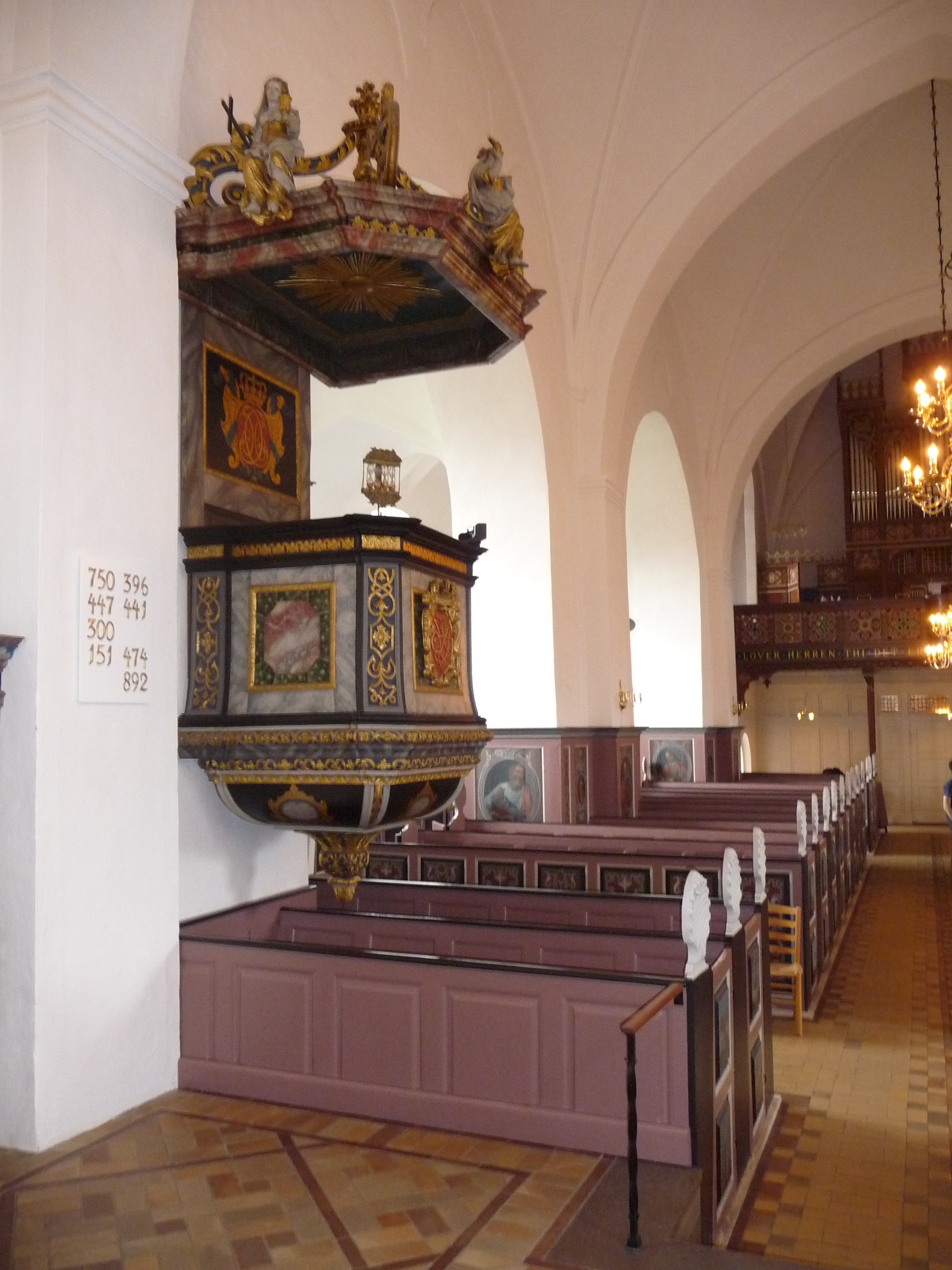
Preekstoel
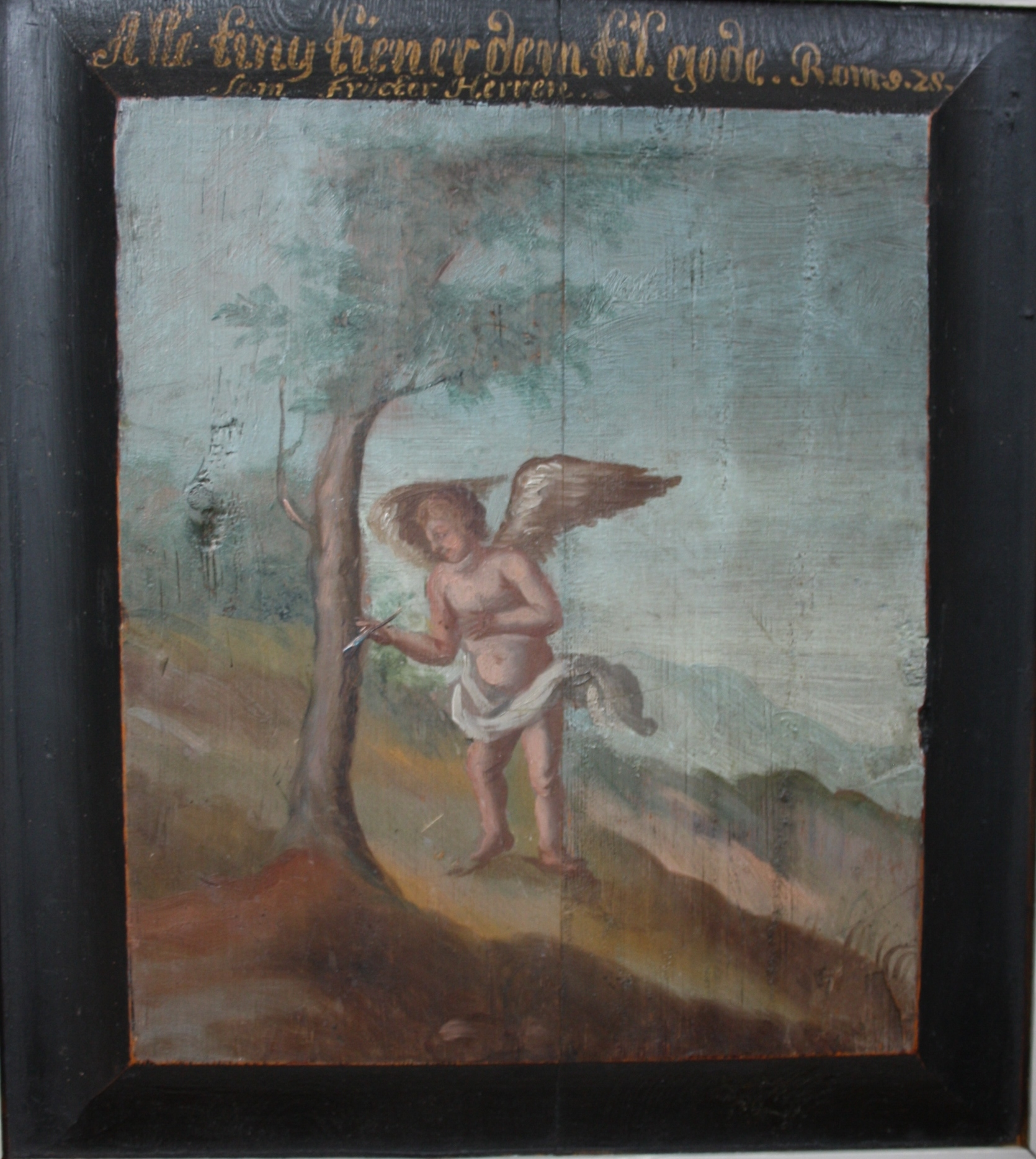
Schilderijtje op een kerkbank